# ウルトラギャラクシー大怪獣バトル
『ウルトラギャラクシー大怪獣バトル』（ウルトラギャラクシーだいかいじゅうバトル）は、2007年12月1日から2008年2月23日までBS11で、毎週土曜19:00 - 19:30（JST）に全13話が放送された、円谷プロダクション制作の特撮テレビドラマ。
2009年10月1日から12月24日まで、テレビ東京系列でも毎週木曜17:30 - 18:00（いずれもJST）に放送され、以降のウルトラシリーズも一時の中断期間を挟みつつ、同系列にて放送されるようになった。

## 概要
バンダイのアーケードカードゲーム『大怪獣バトル ULTRA MONSTERS』と連動したテレビシリーズで、ウルトラシリーズとしては初のBSデジタルで先行放送された作品である。ネット配信も行われ、BS11の放送1週間前に有料で配信し、放送後1週間は無料配信、その後再び有料配信された。
歴代のウルトラ怪獣同士のバトルを題材としているゲーム版と同様、本作品も怪獣同士の戦いがメインとなっている。そのためウルトラシリーズで多数を占めていた「ヒーローが怪獣や宇宙人から人々を守るために戦う」という要素は薄く、作中における戦いは「異星における怪獣同士のバトルロワイヤル」として描かれ、従来のシリーズ作品におけるウルトラマン的な役割も、主役怪獣のゴモラたちが担っている。またその世界観はゲーム版と同様に『ウルトラQ』を起点として、ウルトラマンメビウスが地球を去った未来の世界を舞台にしており（ゲーム版の世界観の項を参照）、他のウルトラシリーズとの繋がりを明確にした描写や設定も多々見られる。
撮影は本編から先に行われ、特撮は少数精鋭でローコストを目指して制作された。また屋外での撮影はなく、全編に亘って東宝ビルトのスタジオ内で撮影されている。ウルトラシリーズにおける同スタジオでのセット撮影は本作品が最後であり、同時に『ウルトラマンティガ』以来シリーズに関わってきた円谷一夫、キャラクターデザインの丸山浩、CG制作の円谷CGI-ROOM、主題歌のProject DMMといったメンバーでの制作による最後のテレビシリーズでもある。

## ストーリー
時は、宇宙時代を迎えた近未来。人類は豊富な資源を求め、スペースミッションのエキスパート集団「ZAP SPACY」を組織し銀河の彼方へと進出していた。とある日、貨物を輸送していた、スペースペンドラゴンの乗員たちは、通信が途絶えた辺境の開拓惑星ボリスへと向かった。

## 登場人物、怪獣、宇宙人
荒木憲一によれば、企画書の段階では、レイの3体目のパートナー怪獣としてエレキングの他に深海怪獣グビラが候補に挙がっていた。
また当初第12話にて、『ウルトラマンタロウ』に登場したバードンを登場させる予定だったが、尺の都合により続編『ウルトラギャラクシー大怪獣バトル NEVER ENDING ODYSSEY』へと持ち越されることとなった。

## キャスト
- レイ：南翔太
- ハルナ：上良早紀
- オキ：八戸亮
- クマノ：俊藤光利
- ヒュウガ：小西博之
- ヒロキ：影丸茂樹
- ケイト：蒲生麻由
- カレン：山田夏海
- アトウ：石井英明

### ゲスト
- 調査団員：山賀教弘、矢崎文也（7）
- カレンの父：渋谷浩康（7）[注釈 2]
- 生存者：早川プロダクション（7）
- ゴースタードラゴンのクルー：川又シュウキ、松永直也（10,11）
- 赤ん坊のレイ：飯田信矢（11）
- レイブラッド星人の声：佐藤正治（12）

### スーツアクター
- ゴモラ[5]：横尾和則
- 寺井大介
- 西村郎
- 末永博志
- 相馬絢也
- 太田智美
- 岩崎晋弥
- 福田大助
- 山本諭
- 岩田栄慶
- 福島龍成

## スタッフ
- 監修・制作：円谷一夫
- 製作統括：大岡新一
- プロデューサー：渋谷浩康
- シリーズ構成：荒木憲一
- 監督：菊地雄一、北浦嗣巳、村石宏實
- 脚本：荒木憲一、長谷川圭一、赤星政尚、増田貴彦
- 音楽：佐橋俊彦
- 制作協力：バンダイナムコグループ
- 制作：円谷プロダクション、BS11

## 主題歌
オープニング主題歌「エターナル・トラベラー」
作詞・作曲・編曲：大門一也
歌：Project DMM
最終話のみエンディングとして使用されている。
エンディング主題歌「ジャンプ アップ」
作詞・作曲：ベーナー
編曲：田靡秀樹・烈火斬
歌：烈火斬

## 放送日程
参照：宇宙船YB 2008, p. 別冊P.40、超全集 2009, pp. 38–39
| 放送日         | 放送回 | サブタイトル          | 対戦怪獣                                                  | 脚本       | 監督     |
| -------------- | ------ | --------------------- | --------------------------------------------------------- | ---------- | -------- |
| 2007年12月01日 | 1      | 怪獣無法惑星          | テレスドン サドラ レッドキング ペギラ                     | 荒木憲一   | 菊地雄一 |
| 12月08日       | 2      | 五人目のクルー        | テレスドン ジュラン ゴルザ ムカデンダー                   | 荒木憲一   | 菊地雄一 |
| 12月15日       | 3      | 透明怪獣襲撃!         | ネロンガ グドン                                           | 長谷川圭一 | 北浦嗣巳 |
| 12月22日       | 4      | ベムスター参上!       | ベムスター                                                | 荒木憲一   | 北浦嗣巳 |
| 12月29日       | 5      | ベラルゴシティの罠    | ファイヤーゴルザ バンピーラ ガンQ                         | 長谷川圭一 | 北浦嗣巳 |
| 2008年01月05日 | 6      | もう一人の怪獣使い    | ツインテール ガンQ                                        | 長谷川圭一 | 北浦嗣巳 |
| 1月12日        | 7      | 怪獣を呼ぶ石          | フログロス（B） ブルトン ネロンガ テレスドン レッドキング | 荒木憲一   | 村石宏實 |
| 1月19日        | 8      | 水中の王者            | ケルビム アーストロン エレキング                          | 増田貴彦   | 村石宏實 |
| 1月26日        | 9      | ペンドラゴン浮上せず! | アングロス グロマイト アリゲラ ゾアムルチ                 | 赤星政尚   | 村石宏實 |
| 2月02日        | 10     | 予期せぬ再会          | ノーバ サラマンドラ ルナチクス キングジョーブラック       | 長谷川圭一 | 村石宏實 |
| 2月09日        | 11     | ウルトラマン          | アーストロン レッドキング ベロクロン ドラゴリー ゼットン  | 荒木憲一   | 菊地雄一 |
| 2月16日        | 12     | レイブラッド          | ゼットン キングジョーブラック レイブラッド星人            | 荒木憲一   | 菊地雄一 |
| 2月23日        | 13     | 惑星脱出              | ゼットン キングジョーブラック                             | 荒木憲一   | 菊地雄一 |

## 放送局
| 放送地域       | 放送局         | 放送期間 | 放送時間                                                                   | 放送区分                        |
| -------------- | -------------- | --- | -------------------------------------------------------------------------- | ------------------------------- |
| 日本全国       | BS11           | 2007年12月1日 - 2008年2月23日（本放送） 2008年3月1日 - 5月24日（再放送1回目） 2008年5月31日 - 8月23日（再放送2回目） 2008年9月20日 - 12月13日（再放送3回目） | 土曜 19:00 - 19:30                                                         | BSデジタル                      |
| 東京都         | TOKYO MX       | 2008年4月5日 - 6月28日（本放送） 2008年7月5日 - 9月27日（再放送1回目） 2009年4月4日 - 6月27日（再放送2回目）                                                 | 土曜 17:30 - 18:00                                                         | 独立UHF局                       |
| 兵庫県         | サンテレビ     | 2008年7月5日 - 9月27日 | 土曜 7:30 - 8:00                                                           | 独立UHF局                       |
| 熊本県         | 熊本放送       | 2009年5月3日 - 7月26日 | 日曜 5:30 - 6:00                                                           | TBS系列                         |
| 日本全国       | ファミリー劇場 | 2009年1月18日 - 4月12日 | 本放送： 日曜 19:30 - 20:00 再放送： 金曜 16:00 - 16:30 土曜 11:30 - 12:00 | CS                              |
| 日本全国       | ファミリー劇場 | 2009年7月25日 - 9月27日 | 本放送： 土曜 10:30 - 11:00 再放送： 火曜 26:00 - 26:30                    | CS                              |
| 日本全国       | ファミリー劇場 | 2010年2月27日 - 4月24日 | 本放送： 土曜 10:30 - 11:00 再放送： 日曜 19:00 - 19:30 火曜 25:30 - 26:00 | CS                              |
| 関東広域圏     | テレビ東京     | 2009年10月1日 - 12月24日 | 木曜 17:30 - 18:00 （アニメ530枠）                                         | テレビ東京系列 （字幕放送あり） |
| 北海道         | テレビ北海道   | 2009年10月1日 - 12月24日 | 木曜 17:30 - 18:00 （アニメ530枠）                                         | テレビ東京系列 （字幕放送あり） |
| 愛知県         | テレビ愛知     | 2009年10月1日 - 12月24日 | 木曜 17:30 - 18:00 （アニメ530枠）                                         | テレビ東京系列 （字幕放送あり） |
| 大阪府         | テレビ大阪     | 2009年10月1日 - 12月24日 | 木曜 17:30 - 18:00 （アニメ530枠）                                         | テレビ東京系列 （字幕放送あり） |
| 岡山県・香川県 | テレビせとうち | 2009年10月1日 - 12月24日 | 木曜 17:30 - 18:00 （アニメ530枠）                                         | テレビ東京系列 （字幕放送あり） |
| 福岡県         | TVQ九州放送    | 2009年10月1日 - 12月24日 | 木曜 17:30 - 18:00 （アニメ530枠）                                         | テレビ東京系列 （字幕放送あり） |
| 日本全国       | BSジャパン     | 2009年10月2日 - 12月25日 | 金曜 18:30 - 19:00                                                         | BSデジタル                      |

### ファミリー劇場の一挙放送
| 放送日         | 放送時間       | 放送話数  |
| -------------- | -------------- | --------- |
| 2008年10月12日 | 16:00 - 19:30  | 1 - 7話   |
| 10月19日       | 16:30 - 19:30  | 8 - 13話  |
| 10月20日       | 19:30 - 22:00  | 1 - 5話   |
| 10月22日       | 20:00 - 22:00  | 6 - 9話   |
| 10月23日       | 20:00 - 22:00  | 10 - 13話 |
| 2009年4月18日  | 14:30 - 17:30  | 1 - 7話   |
| 4月19日        | 16:30 - 19:30  | 8 - 13話  |
| 4月24日        | 23:00 - 翌5:30 | 1 - 13話  |
| 5月4日         | 6:30 - 8:30    | 1 - 4話   |
| 5月5日         | 6:30 - 8:30    | 5 - 8話   |
| 5月6日         | 6:30 - 9:00    | 9 - 13話  |
| 7月21日        | 17:00 - 19:00  | 1 - 4話   |
| 7月22日        | 17:00 - 19:00  | 5 - 8話   |
| 7月23日        | 17:00 - 19:30  | 9 - 13話  |
| 9月28日        | 17:30 - 20:00  | 1 - 5話   |
| 9月29日        | 17:30 - 19:00  | 6 - 8話   |
| 9月30日        | 17:30 - 20:00  | 9 - 13話  |
| 10月9日        | 6:30 - 7:00    | 9話       |
| 2010年4月25日  | 16:00 - 19:00  | 8 - 13話  |

## 音楽ソフト
- オリジナルサウンドトラック
  - 1月23日発売。劇中BGMと主題歌テレビサイズの全47曲を収録

## 映像ソフト
- 2008年4月25日 - 同年7月25日にDVDが発売。全7巻で2話（1のみ1話）収録。2以降は2巻ずつ同時発売。

## 関連漫画、コミカライズ漫画
本作品のコミカライズ漫画と関連漫画が以下の雑誌で掲載された。
- 大怪獣バトル ウルトラアドベンチャー - 角川書店、ケロケロエース連載 脚本：荒木憲一、作画：西川伸司、監修：円谷プロダクション
- ウルトラギャラクシー 大怪獣バトル - 講談社、テレまんがヒーローズ掲載 作画：河本ひろし
- ウルトラギャラクシー 大怪獣バトル外伝 スペシャルクルーズ - 小学館、大怪獣バトルウルトラファンブック掲載 作画：ダイナミック太郎、監修：円谷プロダクション